# KIT Digital

Logo de l'entreprise

KIT Digital est une entreprise tchèque faisant partie de l'indice PX, le principal indice boursier de la bourse de Prague. L'entreprise gère une plate-forme de vidéo en ligne et a pour clients des entreprises telles que Google, Verizon, Fedex ou encore General Motors.